# Copa de la UEFA Amateur
La Copa de la UEFA Amateur fue una competición internacional de fútbol de selecciones nacionales europeas no profesionales (amateur), organizada por la UEFA. Se disputaron cuatro ediciones entre 1967 y 1978.

## Historia
En febrero de 1965, la UEFA se plantea la creación de un torneo para selecciones amateur, es decir, no profesionales. Este torneo se iniciaría el mismo año en el que comenzó a disputarse la Copa de la UEFA. El principal problema era definir cual era la diferencia entre lo que era un jugador profesional y lo que no, ya que entonces no era muy habitual que un jugador fuese profesional. Es por esto que de las 33 federaciones adscritas a la UEFA, tan solo 12 se inscribieron para el torneo.
Además, únicamente podían participar federaciones que contasen con categoría profesional, para diferenciar el fútbol profesional del amateur. Por esta razón, muchos países del este y escandinavos se quedaron fuera de la competición ya que no contaban con liga profesional, por lo que sus estrellas se quedaron sin disputar el torneo.
El formato de competición fue el siguiente. Doce selecciones divididas en cuatro grupos de tres equipos jugaron partidos a ida y vuelta. Los campeones de grupo se clasificaron para la fase final disputada en una única sede y con partidos a eliminatoria única, a semifinales, tercer y cuarto puesto y final.
Cabe destacar la anecdótica edición de 1974, en la que Alemania Federal y Yugoslavia acordaron compartir el título y no jugar una final.
Tras la última edición de 1978, se abandonarán las competiciones europeas para el fútbol amateur hasta que en 1996 se crea la actual Copa de las Regiones de la UEFA

## Historial
| Ed. | Temporada | Campeón                       | Res.                          | Subcampeón          | Sede              | Notas                                            |
| --- | --------- | ----------------------------- | ----------------------------- | ------------------- | ----------------- | ------------------------------------------------ |
| I   | 1967      | Austria                       | 2–1                           | Escocia             | Palma de Mallorca |                                                  |
| II  | 1970      | España                        | 1–1 (t.s.)                    | Países Bajos        | Forte dei Marmi   | Se tuvo que jugar un replay, resultando por 2–1. |
| III | 1974      | Alemania Federal y Yugoslavia | Alemania Federal y Yugoslavia | Compartieron título | Rijeka            |                                                  |
| IV  | 1978      | Yugoslavia                    | 2–1 (t.s.)                    | Grecia              | Atenas            |                                                  |

### Palmarés
| País             | Títulos | Subcamp. | Años campeonatos | Años subcampeonatos |
| ---------------- | ------- | -------- | ---------------- | ------------------- |
| Yugoslavia       | 2       | –        | 1974, 1978       | –                   |
| Austria          | 1       | –        | 1967             | –                   |
| España           | 1       | –        | 1970             | –                   |
| Alemania Federal | 1       | –        | 1974             | –                   |
| Escocia          | –       | 1        | –                | 1967                |
| Países Bajos     | –       | 1        | –                | 1970                |
| Grecia           | –       | 1        | –                | 1978                |